# All for One Group
Die All for One Group SE (ehemals All for One Group AG, All for One Steeb AG, AC-Service AG und All for One Midmarket AG) ist ein internationaler Consulting-, IT- und Service-Provider mit starkem SAP-Fokus; der Hauptsitz der börsennotierten Aktiengesellschaft befindet sich in Filderstadt.

## Geschichte
Die Geschichte des Unternehmens geht auf die im Jahre 1959 gegründete Wettingener AC-Automation Center AG zurück. Die aus der Ausgliederung der IT-Dienstleistungen des AMAG-Konzerns hervorgegangene AC-Automation Center AG bot Unternehmen ohne eigene IT-Systeme im Rahmen der Ausgliederung Datenverarbeitungsdienstleistungen an und expandiert später als AC-Service GmbH nach Deutschland und Österreich.

Historisches Logo

Der zweite Teil der All for One Steeb AG (bis 1. April 2019, danach All for One Group AG), die All for One Systemhaus GmbH Midmarket Solutions, geht auf die All for One Systemhaus AG zurück. 2006 wurde die von der All for One Systemhaus AG ausgegliederte All for One Systemhaus GmbH Midmarket Solutions GmbH von der AC-Service AG übernommen. Im Zuge der Neuausrichtung der AC-Gruppe zu einem SAP-Komplettdienstleister für den Mittelstand in den deutschsprachigen Ländern erfolgte 2008 die Zusammenführung der AC-Service AG und der mittlerweile umfirmierten All for One Midmarket Solutions & Services GmbH zur All for One Midmarket AG.
Ende August 2009 hat die All for One Midmarket AG ihre 95-prozentige Beteiligung an der AC-Service (Schweiz) AG an die Bedag Informatik AG verkauft.

Historisches Logo

Am 1. Dezember 2011 übernahm die All for One Midmarket AG die SAP-Tochtergesellschaft Steeb Anwendungssysteme GmbH und benannte sich im März 2012 in All for One Steeb AG um. 2019 erfolgte die Umbenennung in All for One Group AG und schließlich die Umwandlung in All for One Group SE im Jahr 2020.
Das Unternehmen ist zu ca. 50 % im Besitz der österreichischen Beteiligungsgesellschaften Unternehmens Invest AG (ca. 15 %), UIAG Informatik-Holding GmbH (ca. 25 %) und UIAG AFO GmbH (ca. 10 %).
Zum Unternehmen gehören die Tochtergesellschaften (Stand Januar 2025):
- AC Automation Center Sàrl (Luxemburg, Luxemburg)
- AC Automation Center SA/NV (Zaventem, Belgien)
- All for One Austria GmbH (Wien, Österreich)
- All for One Poland Sp. z.o.o (Suchy Las (Polen))
- All for One Steeb Yazılım Servisleri Limited Sirketi (Istanbul/Türkei)
- All for One Switzerland AG (St. Gallen, Schweiz)
  - vormals:
    - ASC Gruppe
      - ASC Management Consulting AG (Engelberg, Schweiz)
      - Advanced Solutions Consulting GmbH (Baden, Schweiz)

    - Process Partner AG (St. Gallen, Schweiz)
- All for One Analytics & Insights GmbH (Filderstadt, Deutschland), vormals avantum consult GmbH
- Allfoye Managementberatung GmbH (Düsseldorf, Deutschland)
- All for One Customer Experience GmbH (Karlsruhe, Deutschland), vormals Poet GmbH
- All for One Customer Experience GmbH (Wien, Österreich)
- All for One PublicCloudERP GmbH (Ratingen, Deutschland), vormals B4B Solutions GmbH
- All for One PublicCloudERP GmbH (Graz, Österreich), vormals B4B Solutions GmbH
- All for One Egypt LLC. (Alexandria, Ägypten) (Anteil 75 %), vormals Poet Egypt LLC.
- blue-zone GmbH (Rosenheim, Deutschland), vormals blue-zone AG
- blue-zone GmbH (Hagenberg, Österreich), vormals CDE - Communications Data Engineering GmbH
- All for One HR GmbH (Heilbronn, Deutschland)
  - vormals
    - Empleox GmbH (Heilbronn, Deutschland)
    - KWP INSIDE HR GmbH
- All for One HR GmbH (Wien, Österreich)
  - vormals
    - Empleox Austria GmbH
    - TalentChamp Consulting GmbH
- All for One BPO GmbH (Hamburg, Deutschland)
  - vormals
    - Empleox BPO GmbH
    - KWP Professional Services GmbH
- All for One OSC GmbH (Lübeck, Deutschland)
  - vormals
    - OSC GmbH
    - OSC AG
- All for One OSC SCI GmbH (Hamburg, Deutschland), vormals OSC Smart Integration GmbH (Hamburg, Deutschland)
- All for One OSC BX GmbH (Burgdorf/Deutschland) (Anteil 51 %), vormals OSC Business Xpert GmbH

Die All for One Group SE ist zudem Gründungsmitglied von United VARs, dem internationalen SAP-Partnernetzwerk in mehr als 100 Ländern.